# Falsabraga

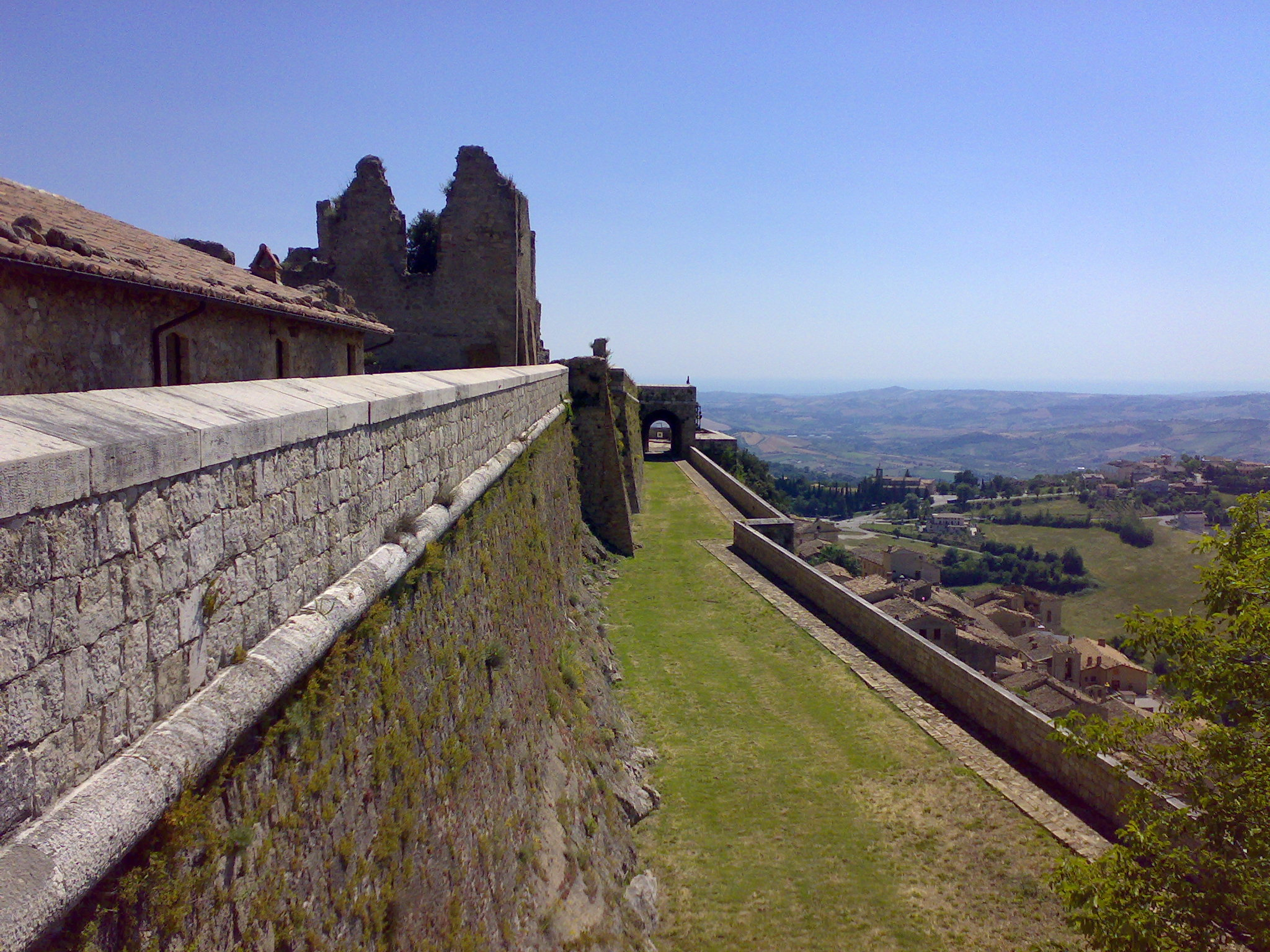
Falsabraga en la ciudadela de Civitella del Tronto

En la fortificación antigua, se llama falsabraga al antemuro bajo o segundo recinto de una fortificación destinado a defender la muralla principal.

## Características y variedades
Formaba un espacio de cuatro a cinco toesas (8-9 m aprox.) al nivel de la campaña, del lado y cerca de la escarpa, abierto hacia aquella con un parapeto para defender el paso del foso con el fuego de la artillería, que, saliendo de un sitio menos elevado que la muralla, estaba más resguardado de los tiros enemigos y barría el foso en todas direcciones.
También se llamaba así a un baluarte plano que se levantaba en el centro de una cortina demasiado extensa para hacer menos defectuosa su longitud. Solía estar separado de la cortina por un foso y en este caso era equivalente a una media luna con flancos o a un baluarte destacado.
Se abandonó el uso la falsabraga, pues a causa de los escombros y tierra que el cañón enemigo hacía desprenderse de la muralla, los defensores se veían obligados a abandonar esta clase de defensa.